# 隆布 (马塞杜-迪卡瓦莱鲁什)
隆布是葡萄牙布拉干萨区的一个堂区。总面积14.45平方公里，总人口600人，人口密度26.2人/平方公里。